# Хафел
Хафел (на немски: Havel; на долнолужишки: Habola) е река в Североизточна Германия (провинции Мекленбург-Предна Померания, Бранденбург, столицата Берлин и Саксония-Анхалт), десен приток на Елба. Дължина 334 km, площ на водосборния басейн 24 096 km².

## Историческа справка
В древните източници като например в Germania от Тацит, реката се споменава с имената Habola, Habula, Havela. Названието етимологически се свързва с древногерманските думи за пристанище Haff, habe, hafen. По-късно, към 7 век, по течението се заселва славянско племе, наречено по името на реката хевели (хавеляни). Те не успяват да задържат своето княжество и през 12 век са присъединени към маркграфство Бранденбург от Албрехт Мечката.

## Географска характеристика
Река Хафел води началото си на 65 m н.в., от Мекленбургския езерен район, на 2,5 km югозападно от село Анкерсхаген, селище между езерото Мюриц и град Нойбранденбург, в южната част на провинция Мекленбург-Предна Померания. По цялото си протежение тече през средната част на Северогерманската равнина с бавно и спокойно течение. Първоначално тече на юг през множество естествени и изкуствени проточни езера, като по този начин оттокът ѝ е урегулеран целогодишно. В Берлин приема своя най-голям приток Шпрее, като Шпрее внася два пъти повече вода (38 m³/sec) от Хафел (15 m³/sec). В град Потсдам завива на запад, а след град Бранденбург – на северозапад, като по този начин образува голяма изпъкнала на юг дъга и разстоянието между извора и устието ѝ е само 94 km. Влива се отляво в река Елба, на 22 m н.в., при село Гнесдорф, в провинция Саксония-Анхалт.
Водосборният басейн на Хафел обхваща площ от 24 096 km², което представлява 16,25% от водосборния басейн на Елба. Речната ѝ мрежа е двустранно развита. На запад и юг водосборният басейн на Хафел граничи с водосборните басейни на река Шварце-Елстер и множество по-малки десни притоци Елба, а на изток и север – с водосборните басейни на Одер и други по-малки реки, вливащи се директно в Балтийско море.
Основни притоци:
- леви – Шпрее (382 km, 10 100 km²), Нуте (67 km, 1938 km²), Плане (61 km, 639 km²);
- десни – Рин (133 km, 1780 km²), Досе (96 km, 1268 km²).

Хафел има смесено снежно-дъждовно подхранване с повишено зимно-пролетно (февруари – март) пълноводие в резултат от снеготопенето и слабо изразено лятно маловодие. Среден годишен отток в устието 103 m³/sec.

## Стопанско значение
Почти по цялото си протежение река Хафел е плавателна за плиткогазещи речни съдове, по която се осъществява водна връзка със Северно море чрез Елба, с Рейн чрез канали от Елба и с река Одер на изток (чрез Шпрее и канали). На много места са изградени шлюзове и плавателни канали, с които се съкращава водният път за речните съдове. Езерата, през които преминава, са място за риболов и водни спортове.
На Хафел са разположени градовете Ораниенбург, Берлин, Потсдам, Бранденбург, Премниц, Ратенов и Хафелберг.

## Допълнителна информация
През зимата на 1912 г. поетът Георг Хайм намира смъртта си на реката при остров Шваненвердер (близо до Потсдам), опитвайки се да спаси свой приятел, пропаднал в леда.

## Галерия
- Вдигащ се мост, Цеденик
- Шлюз при Ораниенбург
- Шлюз Шпандау, Берлин
- Сливането на Шпрее (вляво) с Хафел
- Хафел образува езерото Ванзее край Берлин
- Хафел при Потсдам
- Хафел при Вердер
- Старото пристанище, Ратенов
- при Хафелберг
- Устието в Елба